# Winterbrentlerin

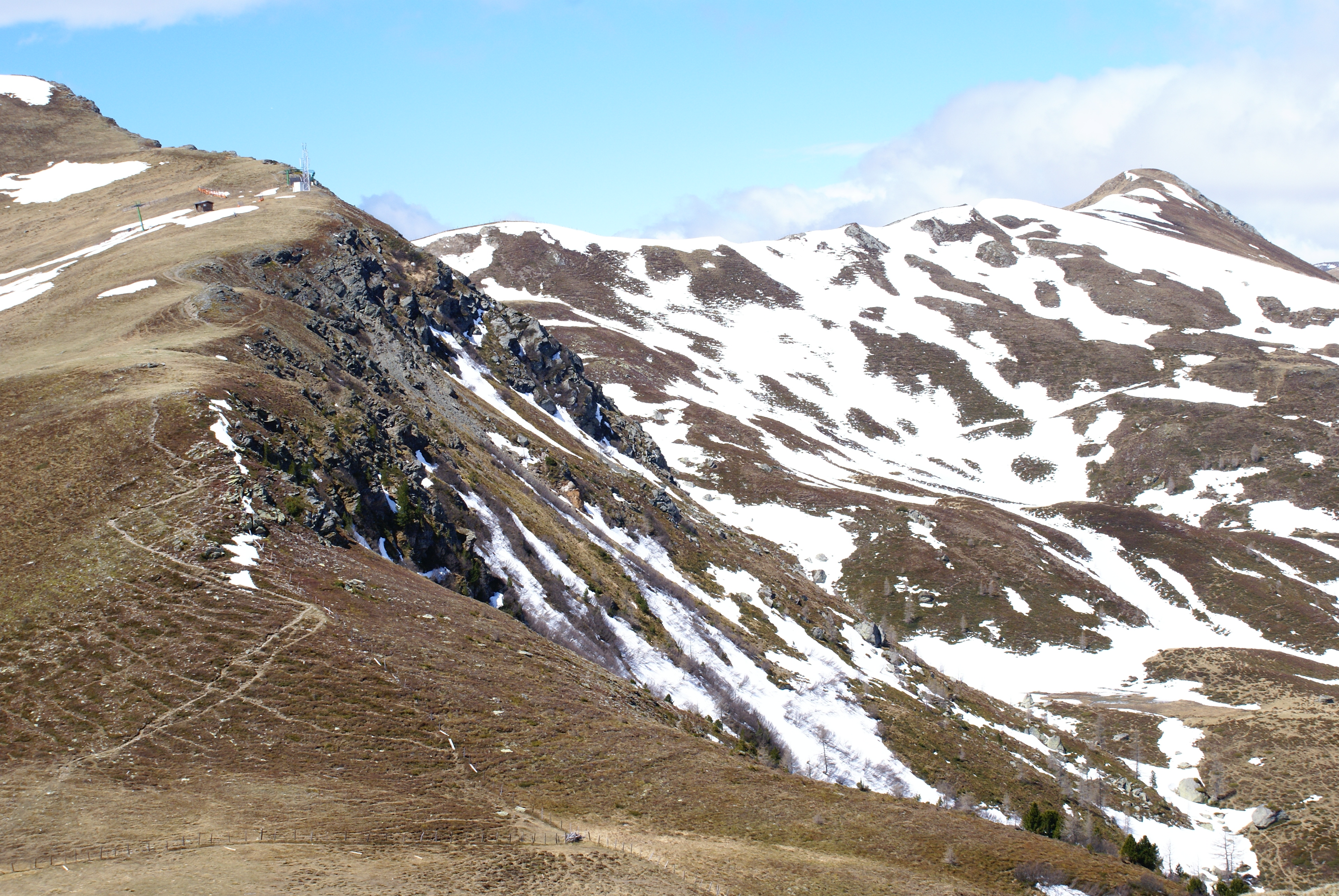
Die Falkertalm in den Gurktaler Alpen

Die Winterbrentlerin ist eine Spukgestalt auf den Almen in Oberkärnten, im Gurktal, der Hadnerhöhe, um den Eisenhut und in der Flattnitz. Brentler ist eine Bezeichnung für Senn, der Name bedeutet also Wintersennerin.

## Beschreibung und Auftreten
Die Winterbrentlerin wird, je nach Überlieferung, als „großes, starkes Weib“ oder als „schmutzige kleine Hexe“ beschrieben. Sie soll ein graues Gewand und einen Hut mit einer breiten Krempe tragen, im Gesicht einen Rüssel wie ein Schwein und lange Ohren haben. In den Sommermonaten, während die Almen bewirtschaftet werden, hält sich die Winterbrentlerin versteckt. Nachdem die Senner mit dem Almabtrieb die Bergregionen verlassen haben, spätestens jedoch am Martinstag, erscheint die Winterbrentlerin und zieht in die Almhütten ein.

## Sagen
Um die Winterbrentlerin ranken sich verschiedene Sagen und Überlieferungen. Eine Legende besagt, dass die Senner beim Abstieg von der Hütte einen kleinen Vorrat an Lebensmitteln wie Käse, Milch und Brot für die Wintermonate zurücklassen sollen; tun sie dieses, wird die Wintersennerin im nächsten Frühjahr dafür sorgen, dass das Weidevieh den Weg vom Tal auf die Alm unbeschadet übersteht.
Eine weitere Sage berichtet von einer Sennerin, die während der Sommermonate heimlich ein Kind auf der Alm geboren hatte. Als der Winter kam und sie zurück ins Tal musste, ließ sie den Säugling in der Almhütte, um ihn vor den Bauern im Tal zu verbergen. Die Winterbrentlerin soll sich daraufhin mit den ebenfalls hinterlassenen Lebensmittel über die gesamte Winterzeit fürsorglich um das Kind gekümmert haben.
Einem Wanderer soll die Winterbrentlerin erschienen sein, als dieser im späten Herbst notgedrungen in einer Almhütte übernachten musste. Der Wanderer erschrak zwar zunächst bei dem Anblick der Gestalt, die Winterbrentlerin jedoch versorgte ihn mit gut schmeckenden Krapfen. Bevor der Wanderer die Hütte wieder verließ, steckte er sich heimlich einen der Krapfen ein. Als er diesen außerhalb der Alm verspeisen wollte, hatte er sich in Spinnweben verwandelt.
Eine andere Legende, die ebenfalls davon erzählt, dass die Winterbrentlerin einem Essen zubereitet, ist jedoch als Schauergeschichte überliefert: demnach soll die Brentlerin allen, die während der Wintermonate ungefragt die Almhütte betreten oder die Winterbrentlerin ohne Grund rufen, ein abscheuliches Mahl auf einem Feuer zubereiten und diejenigen dazu zwingen, es zu verspeisen.